# Молдовська астрофізична обсерваторія
Молдовська астрофізична обсерваторія — астрономічна обсерваторія в Молдові, розташована в селі Лозова в Страшенському районі і підпорядкована Державному університету Молдови. Обсерваторія виникла в 1957 році як станція спостережень штучних супутників Землі, в 1960-ті — 1980-ті роки вона проводила активні дослідження змінних зір, комет, оптики атмосфери, але в останні десятиліття на ній проводилось мало наукових досліджень.

## Історія
Астрономічна обсерваторія була заснована в 1957 році і спочатку була станцією для спостережень штучних супутників Землі. Пізніше вона була підпорядкована Кишинівському державному університету й обладнана цінними оптичними приладами.
Роботу обсерваторії координували Астрорада УРСР та Одеський державний університет і особисто український спеціаліст зі змінних зір В. П. Цесевич. Дослідження змінних зір в обсерваторії проводили дві наукові групи: перша під керівництвом В. Григоревського (до 1971), друга під керівництвом Л. І. Шакун (до 1988). Обидва керівники груп були випускниками Одеського університету. Спільно з Інститутом оптики атмосфери Сибірського відділення АН СРСР проводилися спостереження комет, астроклімату й оптики атмосфери (В. Чернобай, І. Наку, А. Ф. Поята, C. Усов). З 1988 спостереження комет також проводив Д. І. Городецький, який співпрацював з українськими астрономами під керівництвом Клима Чурюмова.
У період з 1985 по 1989 рік кафедра експериментальної фізики університету спеціалізувала близько 50 студентів у галузі фізики атмосфери, використовуючи обсерваторію як базу для їх підготовки.
Станом на 1994 рік обсерваторія мала статус навчальної лабораторії, але вже не використовувалась за призначенням.
В 2021 році Державний університет Молдови в рамках Програми малих грантів «Tourist Friendly» підписав договір з фірмою Efes Vitanta Moldova Brewery SA про надання гранту для відновлення астрономічної обсерваторії. Планується, що обсерваторія буде використовуватись для навчання та практики студентів кількох спеціальностей, а також стане цікавим об'єктом для туристів.

## Умови спостережень
Відстань від обсерваторії до найближчих сіл — 8 км, до Кишинева — 40 км. В середньому спостерігається 100 ясних ночей на рік, а кількість нічних годин з ясним небом — понад 700. Закритість горизонту здебільшого визначається деревами і становить близько 20°. Видимість 0,3-0,5 кутових секунд.